# Paolo Parpaglione
Paolo Parpaglione soprannominato the Angelo (Torino, 29 ottobre 1965) è un sassofonista italiano.
Membro e fondatore dei Bluebeaters, è stato dal 1991 al 2005 una colonna portante del comparto fiati degli Africa Unite e precedentemente dei Loschi Dezi (gruppo cult del circuito underground torinese dal quale sono poi nati i Mau Mau).

## Discografia

### Album con gli Africa Unite
- 1991 - People Pie
- 1993 - Babilonia e poesia
- 1995 - Un sole che brucia
- 1997 - Il gioco
- 2000 - Vibra
- 2001 - 20 (tributo a Bob Marley)
- 2003 - Mentre fuori piove

### Album con i Blubeaters
- 1999 - The Album
- 2001 - The Wonderful Live
- 2005 - Long Playing
- 2007 - Boogaloo
- 2009 - Combo

## Curiosità
Ha partecipato, suonando il sax ed il flauto, anche all'album di Giuliano Palma "Gran Premio".